# Гвајнабо (Порторико)
Гвајнабо (шп. Guaynabo) је предграђе Сан Хуана и општина у Порторику.

## Демографија
По попису из 2010. године број становника је 97.924, што је 2.129 (-2,1%) становника мање него 2000. године.
| Група             | 2000.          | 2010.          |
| Белци             | 1.840 (1,8%)   | 1.263 (1,3%)   |
| Афроамериканци    | 6.187 (6,2%)   | 9.603 (9,8%)   |
| Азијати           | 188 (0,2%)     | 224 (0,2%)     |
| Хиспаноамериканци | 97.639 (97,6%) | 96.193 (98,2%) |
| Укупно            | 100.053        | 97.924         |